# Lennox (Dakota del Sur)
Lennox es una ciudad ubicada en el condado de Lincoln, en el estado estadounidense de Dakota del Sur. En el Censo de 2010 tenía una población de 2111 habitantes y una densidad de 620,76 personas por km².

## Geografía
Lennox se encuentra ubicada en las coordenadas 43°21′2″N 96°53′41″O / 43.35056, -96.89472. Según la Oficina del Censo de los Estados Unidos, Lennox tiene una superficie total de 3.4 km², toda ella tierra firme.

## Demografía
Según el censo de 2010, había 2111 personas residiendo en Lennox. La densidad de población era de 620,76 hab./km². De los 2111 habitantes, Lennox estaba compuesto por el 98.25% blancos, el 0.14% eran afroamericanos, el 0.62% eran amerindios, el 0.38% eran asiáticos y el 0.62% pertenecían a dos o más razas. Del total de la población el 1.09% eran hispanos o latinos de cualquier raza.